# Kristian Olsen
Pour les articles homonymes, voir Olsen.
 (avril 2025).
La mise en forme du texte ne suit pas les recommandations de Wikipédia : il faut le « wikifier ».
Les points d'amélioration suivants sont les cas les plus fréquents :
- Les titres sont pré-formatés par le logiciel. Ils ne sont ni en capitales, ni en gras.
- Le texte ne doit pas être écrit en capitales (les noms de famille non plus), ni en gras, ni en italique, ni en « petit »…
- Le gras n'est utilisé que pour surligner le titre de l'article dans l'introduction, une seule fois.
- L'italique est rarement utilisé : mots en langue étrangère, titres d'œuvres, noms de bateaux, etc.
- Les citations ne sont pas en italique mais en corps de texte normal. Elles sont entourées par des guillemets français : « et ».
- Les listes à puces sont à éviter, des paragraphes rédigés étant largement préférés. Les tableaux sont à réserver à la présentation de données structurées (résultats, etc.).
- Les appels de note de bas de page (petits chiffres en exposant, introduits par l'outil «  Source ») sont à placer entre la fin de phrase et le point final[comme ça].
- Les liens internes (vers d'autres articles de Wikipédia) sont à choisir avec parcimonie. Créez des liens vers des articles approfondissant le sujet. Les termes génériques sans rapport avec le sujet sont à éviter, ainsi que les répétitions de liens vers un même terme.
- Les liens externes sont à placer uniquement dans une section « Liens externes », à la fin de l'article. Ces liens sont à choisir avec parcimonie suivant les règles définies. Si un lien sert de source à l'article, son insertion dans le texte est à faire par les notes de bas de page.
- La présentation des références doit suivre les conventions bibliographiques. Il est recommandé d'utiliser les modèles {{Ouvrage}}, {{Chapitre}}, {{Article}}, {{Lien web}} et/ou {{Bibliographie}}. Le mode d'édition visuel peut mettre en forme automatiquement les références.
- Insérer une infobox (cadre d'informations à droite) n'est pas obligatoire pour parachever la mise en page.

Pour une aide détaillée, merci de consulter Aide:Wikification.
Si vous pensez que ces points ont été résolus, vous pouvez retirer ce bandeau et améliorer la mise en forme d'un autre article.
 (avril 2025).
Kristian "Aaju" Olsen (né le 21 août 1942 à Arsuk; décédé le 19 avril 2015) a été un écrivain, artiste, traducteur et enseignant groenlandais, reconnu pour son engagement dans la culture groenlandaise.

## Biographie
Kristian Olsen est le fils du pasteur Samuel Putdlak Kristian Olsen (1921-1987) et de Sofia Thora Benditte Hanne Lund (1917-1998). Du côté paternel, il est le petit-fils de Gustav Olsen (1978-1950) et l'arrière-petit-fils de Rasmus Berthelsen (1827-1950). Du côté maternel, il est le neveu de Miilu Lars Lund (1929-2015) et le cousin d'Agnathe Davidson (1947-2007).En avril 1965, il a épousé avec la danoise Lise Qvist, qui était factrice.

### Jeunesse et Éducation
Kristian "Aaju" Olsen a grandi à Paarmiut. Il a fréquenté l'école à Nuuk avant de s'installer au Danemark, où il a obtenu son diplôme du Sorø Akademi en 1964. En 1968, il a terminé sa formation au Jonstrup Seminarium à Fortunen, à Kongens Lyngyby.
La même année, il a commencé à enseigner dans plusieurs établissements danois, notamment Skamlingsbanke Ungdomsskole à Grønningshoved et à la Balle Ungdomsskole à Balle. En 1970, il retourne au Groenland, où il a enseigné à Uppernavik pendant un an. De 1971 à 1973, il a exercé comme enseignant et directeur adjoint à Nuuk, puis comme responsable à l'éducation. En 1975, il a été nommé inspecteur d'internat à Aasiaat.
En 1976, il a de nouveau déménagé au Danemark, où il a été nommé comme directeur adjoint de l'internat groenlandais Ellekilde, situé à  Tranegilde, dans la paroisse d’Ishøj. Il en a pris la direction en 1982. De 1985 à 1989, il a poursuivi des études universitaires et a obtenu un master en pédagogie.
Par la suite, il a occupé un poste de professeur adjoint au GUX, le lycée groenlandais de Nuuk, jusqu'à 1977, avant de devenir le directeur de Det Grønlandske Hus (Maison Groenlandaise) à Hellerup.

### Carrière littéraire et artistique
En 1969, Kristian Olsen Aaju a publié son premier recueil de poésie, Puilasoq Pikialaartoq. À partir de 1972, il s'est également consacré à peindre, représentant principalement des paysages groenlandais, la nature, le peuple inuit et le chamanisme de l'Est du Groenland. Ses œuvres ont été exposées dans plusieurs pays nordiques, surtout à Nuuk. En 1973, il a publié son premier livre illustré, Mambo, marquant ainsi son entrée dans la littérature jeunesse.
En tant que traducteur, il a joué un rôle important dans la diffusion de la littérature en langue groenlandaise en adaptant plusieurs ouvrages d’auteurs de renom. Parmi ses traductions figurent Sarfartuut de Jørn Riel (1979), Beretningen om Qillarsuaq d’Inuutersuaq Ulloriaq (1985), ainsi que Isblink de Ludvig Mylius-Erichsen (1998), publié en groenlandais sous le titre Sermimi akisunnerit. En 2009, il a également traduit des œuvres du prince Henrik de Danemark.  
Son oeuvre littéraire a été saluée par deux nominations au Prix de littérature du Conseil nordique: la première en 2004 pour son recueil de poèmes Oqaatsit nunaat, et la seconde en 2010 pour son roman policier Kakiorneqaqatigiit,.  
En dehors de son activité d’écrivain et de peintre, Kristian "Aaju" Olsen a contribué à la promotion de la culture groenlandaise à travers des conférences sur l’art et l’histoire du Groenland. Il a aussi été l’artiste officiel d'un timbre de Noël du Groenland en 1985. Son engagement et son apport culturel lui ont valu la médaille Nersornaat en argent, distinction qui lui a été remise le 25 juin 2007.

### Dernières années et décès
Kristian "Aaju" Olsen a passé sa retraite à Helsinki, en Finlande, tout en possédant une maison de vacances dans le nord du Sjælland. Il est décédé à l’âge de 72 ans, le 19 avril 2015.

## Oeuvres
À travers son travail, Kristian "Aaju" Olsen a exploré l’identité groenlandaise, la culture inuit et les paysages de son pays natal. Son style, à la fois lyrique et engagé, a marqué la littérature groenlandaise contemporaine. Il s’est illustré aussi bien dans la poésie, la prose, que dans le roman policier, tout en traduisant des œuvres majeures en groenlandais. Son engagement pour la culture et la langue groenlandaises lui a valu plusieurs distinctions et expositions dans les pays nordiques,.

### Poésie
- 1969 : Puilasoq pikialaartoq
- 1978 : Kinaassutsip taallai / Balladen om identiteten
- 1995 : Sarfap ikerinnaani / Midtstrøms
- 2003 : Oqaatsit nunaat / Ordenes land
- 2006 : Taallat erinaatsut / Melodiløse digter
- 2009 : Pinngortitap kaaviffia / Naturens aske
- 2012 : Misigisimanerit / Stemninger
- 2015 : Uanga / Jeg (2e partie de l'œuvre de 1978)

### Romans et nouvelles
- 2005 : Inuit nipaat / Menneskestemmer (recueil de nouvelles)
- 2007 : Ajunngitsup ajugaanera (roman policier)
- 2010 : Kakiorneqaqatigiit / Det tatoverede budskab (roman policier)
- 2013 : Alumiguulik / Den tatoverede strandvasker (roman policier)

### Littérature jeunesse
- 1973 : Mambo
- 1980 : Illoqarfimmi / I byen
- 1988 : Abelinnguup kissaataa / Abels ønske
- 2002 : Annaliattap aanaava

### Œuvres diverses
- 1979 : Kalaallit Nunaat / Dansk Grønland
- 1998 : Tungujuaartumut / Imod det blålige (recueil de poèmes et nouvelles)
- 2001 : Amusartumi nassaat / Fund i skuffen (recueil)
- 2008 : Niviarsiaq – Grønlands sjæl. Kalaallit nunaata tarninga. Soul of Greenland. Grönlands Seele (avec Gerda Nietzer et Kristian Mainz, description de la flore groenlandaise en images et poèmes)

## Distinctions, nominations et contributions

### Distinctions
- 2007 : Réception de la médaille Nersornaat en argent , distinction honorifique du gouvernement groenlandais.

### Nominations
- 2004 : Nommé au Prix de littérature du Conseil nordique pour son recueil de poésie Oqaatsit nunaat.
- 2010 : Nommé au Prix de littérature du Conseil nordique pour son roman policier Kakiorneqaqatigiit.

### Autres contributions artistiques et culturelles
- 1985 : Création du timbre de Noël officiel du Groenland.